# Hyperstrotia variata
Hyperstrotia variata är en fjärilsart som beskrevs av Alfred Ernest Wileman och Reginald James West 1929.
Hyperstrotia variata ingår i släktet Hyperstrotia och familjen nattflyn. Inga underarter finns listade i Catalogue of Life.